# خفه‌شو و بران (ترانه ریانا)
«خفه شو و بِرون» یک تک‌آهنگ از ریانا است که در ۱۲ ژوئن ۲۰۰۷ منتشر شد.
این تک‌آهنگ در چارت‌های در رتبه اول و در چارت‌های ، ایتالیا، ایرلند، استرالیا، آلمان، فنلاند، فلاندرز، ، جزو ده ترانه اول قرار گرفت.